# Aceton
Aceton (tudi propanon, dimetil keton, 2-propanon in propan-2-on) je najpreprostejši keton s kemijsko formulo CH3(CO)CH3. 
Aceton  je brezbarvna, hlapna in vnetljiva tekočina. Meša se z vodo in skoraj vsemi organskimi topili, zato je pomembno laboratorijsko in industrijsko topilo. Letna svetovna proizvodnja acetona je več kot tri milijone ton, od katerih se večina porabi v industriji polimerov, barvnih premazov in nekaterih razstreliv. V vsakdanji rabi se največ acetona porabi za odstranjevanje laka za nohte. V naravi se nahaja v majhnih količinah v praženi kavi in lanu, v katerem nastaja z razpadom linamarina, in  v tobaku. V majhnih količinah nastaja tudi v človeškem organizmu iz amino kislin, maščob in ogljikovih hidratov.

## Proizvodnja
Večina acetona se proizvede neposredno ali posredno iz propena s tako imenovanim kumenskim procesom, v katerem se benzen alkilira s propenom, pri čemer nastane kumen (izopropilbenzen). Z oksidacijo kumena nastaneta fenol in aceton:
Konverzija poteka preko vmesnega produkta kumen hidroperoksida C6H5C(OOH)(CH3)2.   
Aceton se proizvaja tudi z neposredno oksidacijo propena s katalizatorjem Pd(II)/Cu(II)  v sorodnem  Wackerjevem procesu.

### Starejše proizvodne metode
Aceton se je nekoč proizvajal s suho destilacijo acetatov, na primer kalcijevega acetata Ca(CH3COO)2:
CaCO3 + 2CH3COOH → Ca(CH3COO)2  + CO2 + H2O
Ca(CH3COO)2  → CaO + CH3(CO)CH3 + CO2
Med prvo svetovno vojno se je aceton proizvajal s fermentacijo škroba z bakterijo clostridium acetobutylicum. Postopek  je razvil  Haim A. Weizman, kasnejši prvi predsednik Izraela. Proces, v katerem poleg acetona  nastajata  tudi butanol in etanol, so zaradi majhnega izkoristka kmalu opustili.

### Biosinteza
Človeški organizem proizvaja majhne količine acetona z dekarboksilacijo ketonskih teles.

## Uporaba
Približno polovica svetovne proizvodnje acetona se porabi kot surovina za sintezo metil metakrilata (CH2=C(CH3)CO2CH3). Sinteza se začne s konverzijo acetona v njegov cianohidrin:
(CH3)2CO + HCN → (CH3)2C(OH)CN
Naslednji korak je hidroliza nitrila v nenasičeni amid, ki se z metanolom zaestri v metil metakrilat:
(CH3)2C(OH)CN + CH3OH → CH2=C(CH3)CO2CH3 + NH3
Drugo veliko področje uporabe je kondenziranje acetona s fenolom, v katerem nastane bisfenol A:
(CH3)2CO + 2C6H5OH → (CH3)2C(C6H4OH)2 + H2O
Bisfenol A je komponenta mnogih polimerov, na primer polikarbonatov, poliuretanov in epoksi smol.

### Gorenje
Aceton na zraku zgori v ogljikov dioksid in vodo:
(CH3)2CO + 4O2 → 3CO2 + 3H2O

### Aceton kot topilo
Aceton je dobro topilo, zato je sestavnina nekaterih zaščitnih barv in lakov, plastičnih mas in sintetičnih vlaken. Aceton je idealno razredčilo za poliestrske smole, sredstvo za čiščenje orodja, topilo za dvokomponentna epoksidna lepila in sekundno lepilo (cianoakrilat) preden se lepila dokončno utrdijo.  Aceton je tudi odlično sredstvo za razmaščevanje, zato se uporablja za pripravo kovinskih površin pred nanašanjem zaščitnega premaza. 
Aceton raztaplja mnogo vrst plastičnih mas, tudi tistih, ki se uporabljajo v Nalgenovih laboratorijskih steklenicah iz polistirena, polikarbonata in nekaterih vrst polipropilena.
Veliko acetona se porabi za sintezo topil metil izobutil akohola in metil izobutil ketona. Oba produkta nastaneta preko začetne aldolne kondenzacije, v kateri nastane diaceton alkohol:.
2(CH3)2CO → (CH3)2C(OH)CH2C(O)CH3
V farmacevtski industriji se aceton uporablja kot topilo in ekscipient v nekaterih farmacevtskih proizvodih,  uporablja pa se tudi za denaturiranje etanola.

#### Skladiščenje acetilena
Acetilen (CH≡CH) je zaradi trojne vezi zelo nestabilen in že pri tlaku okrog 200 kPa eksplodira. Varno skladiščenje in transportiranje komprimiranega acetilena zato ni mogoče. Acetilen se zato skladišči in prevaža  v jeklenkah raztopljen v acetonu (ali dimetilformamidu) kot dissous plin. Topnost acetilena je okrog 250 L/L acetona.

### Laboratorijska raba
Aceton se v laboratoriju uporablja kot polarno aprotično topilo v raznih organskih reakcijah, na primer v dvomolekularnih nukleofilnih substitucijah (SN2) in Jonesovih oksidacijah. Zaradi nizke cene, velike hlapnosti in topnosti v vodi se uporablja tudi za čiščenje laboratorijske posode in kot sušilno sredstvo. Aceton tvori s suhim ledom (trdnim ogljikovim dioksidom) hladilno zmes, ki se lahko ohladi do -78 °C in ne zmrzne. Zmes se uporablja za hladilne kopeli za reakcije, ki morajo potekati pri nizkih temperaturah. Aceton v UV svetlobi fluorescira, zato se acetonove pare uporabljajo kot sledilno sredstvo v poskusih s pretokom tekočin.

### Domača in druga raba
Aceton se uporablja predvsem za odstranjevanje laka za nohte in za odstranjevanje ostankov sekundnega lepila s porcelana in stekla.
Če izpis ali fotokopijo z laserskega pisalnika položimo s tiskom navzdol na gladko ravno površino in hrbtno stran izpisa premažemo z acetonom in previdno zgladimo, se bo izpis prenesel na novo površino. 
Nekateri avtomobilistični navdušenci dodajajo aceton v gorivo svojega avtomobila (1 del acetona na 500 delov goriva). Dodatek naj bi občutno zmanjšal porabo goriva in podaljšal življenjsko dobo motorja.  Sistematični preskusi in meritve teh trditev niso potrdili, oziroma so dokazali ravno nasprotne učinke.

## Nevarnosti

### Vnetljivost
Najpogostejša nevarnost, ki je povezana z acetonom, je njegova izredna vnetljivost: temperatura vnetišča je -20 °C, temperatura samovžiga pa 465 °C. Zmesi acetona z zrakom, ki vsebujejo od 2,5 do 12,8 vol % acetona, so eksplozivne. Pare so težje od zraka, zato se širijo daleč od kraja izpusta, eksplozijo in požar pa lahko povzroči tudi iskra statične elektrike.

### Aceton peroksid
Pri oksidaciji acetona nastaja kot stranski produkt zelo nestabilen aceton peroksid. Peroksid lahko nastane po naključju, na primer med čiščenje posode z acetonom, v kateri so ostanki vodikovega peroksida. Aceton peroksid je več kot desetkrat bolj občutljiv na trenje in udarce kot nitroglicerin. Zaradi nestabilnosti se uporablja zelo redko, čeprav je njegova sinteza enostavna.

### Toksičnost
Aceton je pri normalni uporabi samo rahlo toksičen in ob upoštevanju osnovnih varnostnih ukrepov ne povzroča kroničnih oboljenj.
Pri visokih koncentracijah hlapov deluje dražilno, pomirja centralni živčni sistem ter močno draži oči in dihalne poti. Dokumentiran je primer zaužitja večje količine acetona, ki je povzročil sitemsko zastrupitev, vendar je pacient nazadnje popolnoma ozdravel. Nekateri viri navajajo, da je LD50 pri zaužitju za človeka 1,159 g/kg. LD50 pri vdihavanju je za miši 44 g/m3 v 4 urah.
Aceton je sredstvo za sproščanje krčev pri nekaterih vrstah epilepsije in v majhnih (milimolskih) koncentracijah ni toksičen. Predpostavlja se, da ketogena dieta z veliko količino maščob in majhno količino ogljikovih hidratov, ki se uporablja za nadziranje epilepsije, ki se ne odziva na zdravila, pri otrocih deluje tako, da se dvigne koncentracija acetona v možganih.

### Vplivi na okolje
Aceton je zelo hlapen in zato hitro izpari celo iz vode in zemlje. V zraku se pod vplivom UV svetlobe razgradi. Razpolovni čas je 22 dni. V zemlji, živalih in vodnih virih se razgrajuje bolj počasi, tudi s pomočjo nekaterih mikroorganizmov. Zaradi velike topnosti v vodi je potencialni onesnaževalec podtalnice. LD50 acetona za ribe je 8,3 g/L vode v 96 urah, razpolovni čas v okolju pa od 1 do 10 dni. Aceton lahko zaradi povečane aktivnosti mikroorganizmov povzroči zmanjšanje koncentracije kisika v vodnih sistemih.